# Tuschmalerei
Die Tuschmalerei (auch Tuschemalerei) ist eine Mal- oder Zeichentechnik, bei der farbige oder schwarze Tusche mit einem Pinsel auf Papier oder Seide aufgetragen wird. Vor allem in China und Japan gibt es eine hohe Kultur der Tuschmalerei. 

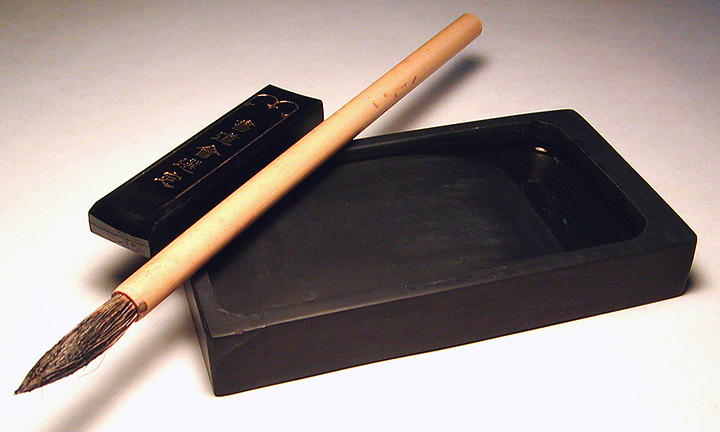
Chinesischer Tuschestein mit Pinsel und Schleifgefäß

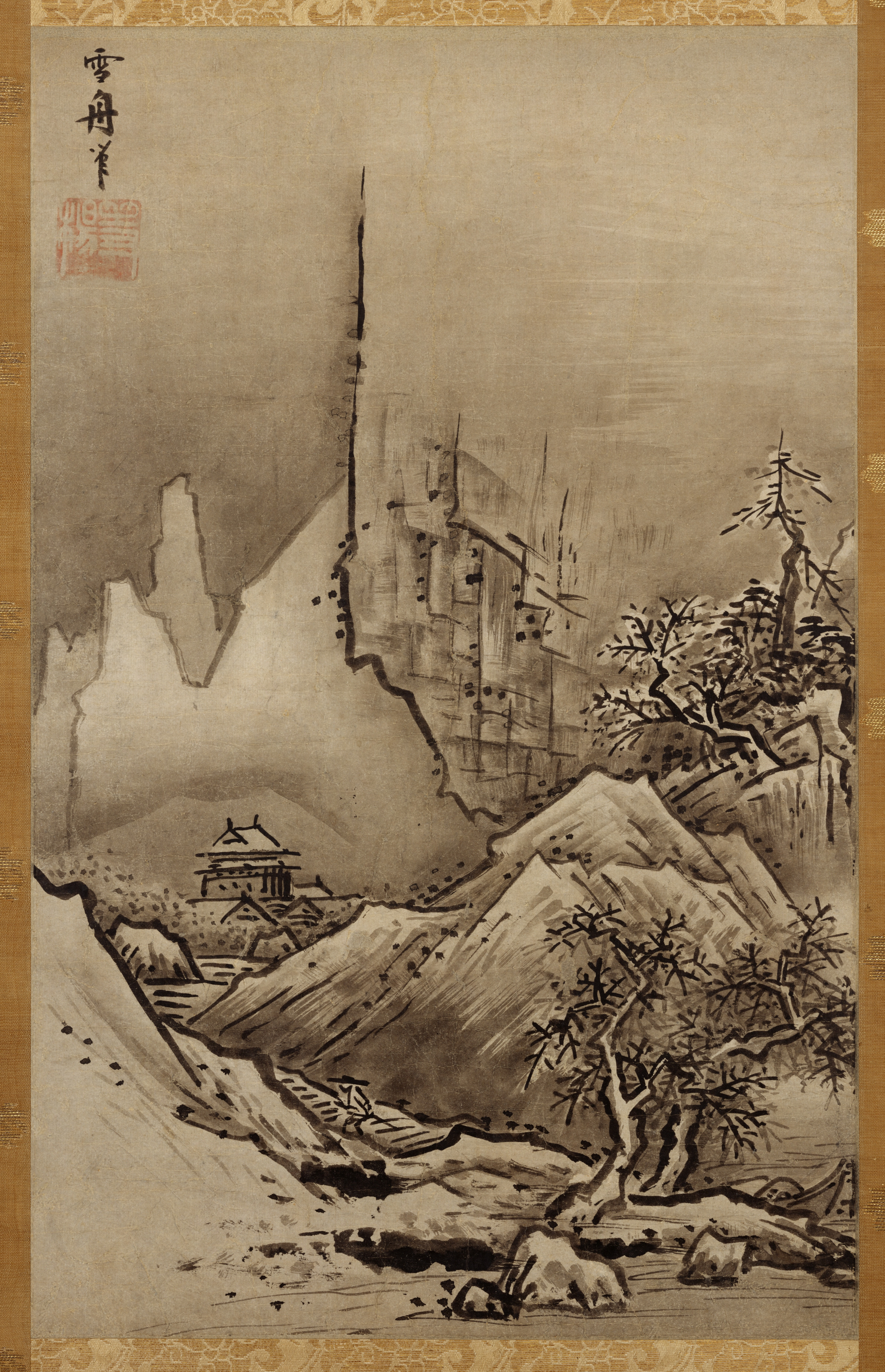
Tuschezeichnung Herbst- und Winterlandschaft von Sesshū Tōyō, Nationalmuseum Tokio

Tusche gibt es in verschiedenen Farben, jedoch wird meist auf Farbe verzichtet und nur schwarze Tusche aus Fichtenruß und Hirschhorngallerte (als Leim) mit weiteren kleinen Zusätze wie Moschus und Kampfer verwendet. Diese Form der schwarzweißen Pinselzeichnung entwickelte sich in China im 6. Jahrhundert aus der Kalligrafie. Deshalb wird beim Malen auch ein runder, chinesischer Kalligrafiepinsel verwendet.

## Variationen bei der Tuschmalerei
Beim Malen mit Tusche spielen die verschiedenen Qualitäten der Tuschsteine, Reibsteine, des Leims, der Zusätze, des Pinsels wie auch der Unterlage eine wichtige Rolle. Daraus ergeben sich zahllose Varianten der Tuschmalerei. Traditionell wird ein runder chinesischer Kalligrafiepinsel verwendet. In der westlichen Kunst kommen dagegen auch Federkiel, Kalligrafiefeder oder Zahnstocher zum Einsatz. Es gibt Tusche, die nach dem Trocknen wasserunlöslich wird, und solche, die wasserlöslich bleibt.

## Vergleiche mit anderen Arten der Malerei
Im Gegensatz zur Kalligrafie geht es bei der Tuschemalerei nicht in erster Linie um die Erzeugung von Schriftzeichen, sondern um die stimmungsvolle und reduzierte Darstellung von Natur- und Landschaftsmotiven. Im Gegensatz zur Aquarellmalerei saugt bei der Tuschemalerei das Zeichenmaterial die Farbe ein. Durch die Kombination der Tusche mit weißem Zeichenmaterial entsteht eine eigene Form der Abbildung mit wenigen Pinselstrichen.
In Japan heißt die Tuschmalerei Sumi-e und ist eng mit dem Zen-Buddhismus verbunden.

## Kultobjekte: Tuschsteine und Tuschkästen
Die Tuschsteine oder Tuschereibsteine sind in Ostasien Kultobjekte und wurden traditionell aus Jade, Quarz, Eisen oder Kupfer hergestellt. Heute angebotene Tuschsteine bestehen meist aus Schiefer, Keramik oder Naturstein. Tuschsteine besitzen zum Teil dekorative Reliefformen und ihre Mulde ist mit Schnitzereien oft reich verziert.
Die z. T. aufwändig dekorierten Lackkästen für die Aufbewahrung der Tuschutensilien werden und wurden als Statussymbole angesehen.